# زبان کایورت
زبان کایورت زبانی‌است هندوآریایی که پیرامون ۲۲هزار گویشور دارد که این عده در بخش داکوا دانگای در کشور نپال می‌زیند. کایورت بیشتر به زبان بنگالی که در بنگال و بنگلادش استفاده می‌شود نزدیکی دارد.